# رفلکس اکولووستیبولار
آزمون رفلکس اکولووستیبولار یا تست واکنش کالریک (به انگلیسی: caloric reflex test) از آزمون‌های تشخیص مرگ مغزی به‌شمار می‌رود. این روش اولین بار توسط زیست‌شناسی به نام روبرت بارانی کشف و ارائه شد. وی در سال ۱۹۱۴ بابت این اکتشاف خود، موفق به دریافت جایزه نوبل شد.
آزمون به این صورت است که با ریختن مقداری آب سرد در مجرای گوش بیمار، واکنش چشمی وی ارزیابی می‌شود و عدم واکنش چشمی به معنای تأیید مرگ مغزی است.

## روش آزمون
سر بیمار باید ۳۰ درجه بالا آورده شود و در مجرای یکی از گوش‌ها (به عنوان مثال گوش چپ) مقداری آب سرد ریخته و به مدت یک دقیقه به چشم‌های بیمار دقت شود.
اگر چشم‌ها به سمت همان گوش حرکت کنند، به معنای سالم بودن ساقه مغز یا بخشی از آن است و مرگ مغزی رد می‌شود و عدم حرکت چشم‌ها به منزله مثبت شدن تست و تأیید مرگ مغزی در تست مربوطه است.
این آزمون باید در زمان‌های جداگانه برای مجرای هر گوش انجام شده و هر بار واکنش چشمی ارزیابی شود.
برای انجام آزمون ابتدا باید اطمینان حاصل شود که مجرای گوش‌ها عاری از موم هستند.
در این آزمون نیازی به حرکت دادن گردن بیمار نیست و در بیماران دچار صدمه گردنی قابل انجام است.

## میزان قطعیت آزمون
آزمون اکولووستیبولار اگرچه یکی از آزمون‌های قابل استناد در ارزیابی و تأیید مرگ مغزی به‌شمار می‌رود اما به تنهایی قادر نیست مرگ مغزی را به شکل قطعی و صددرصد احراز کند. بلکه در ضمن آن باید آزمون‌های دیگری همچون آزمون اکولوسفالیک، بررسی رفلکس قرنیه، رفلکس مردمک، رفلکس سرفه و مهم‌تر از آنها آزمون آپنه حتماً انجام شود. آزمون آپنه به عنوان آخرین تست و تأیید کننده قطعی و نهایی مرگ مغزی به‌شمار می‌رود.